# 習慣

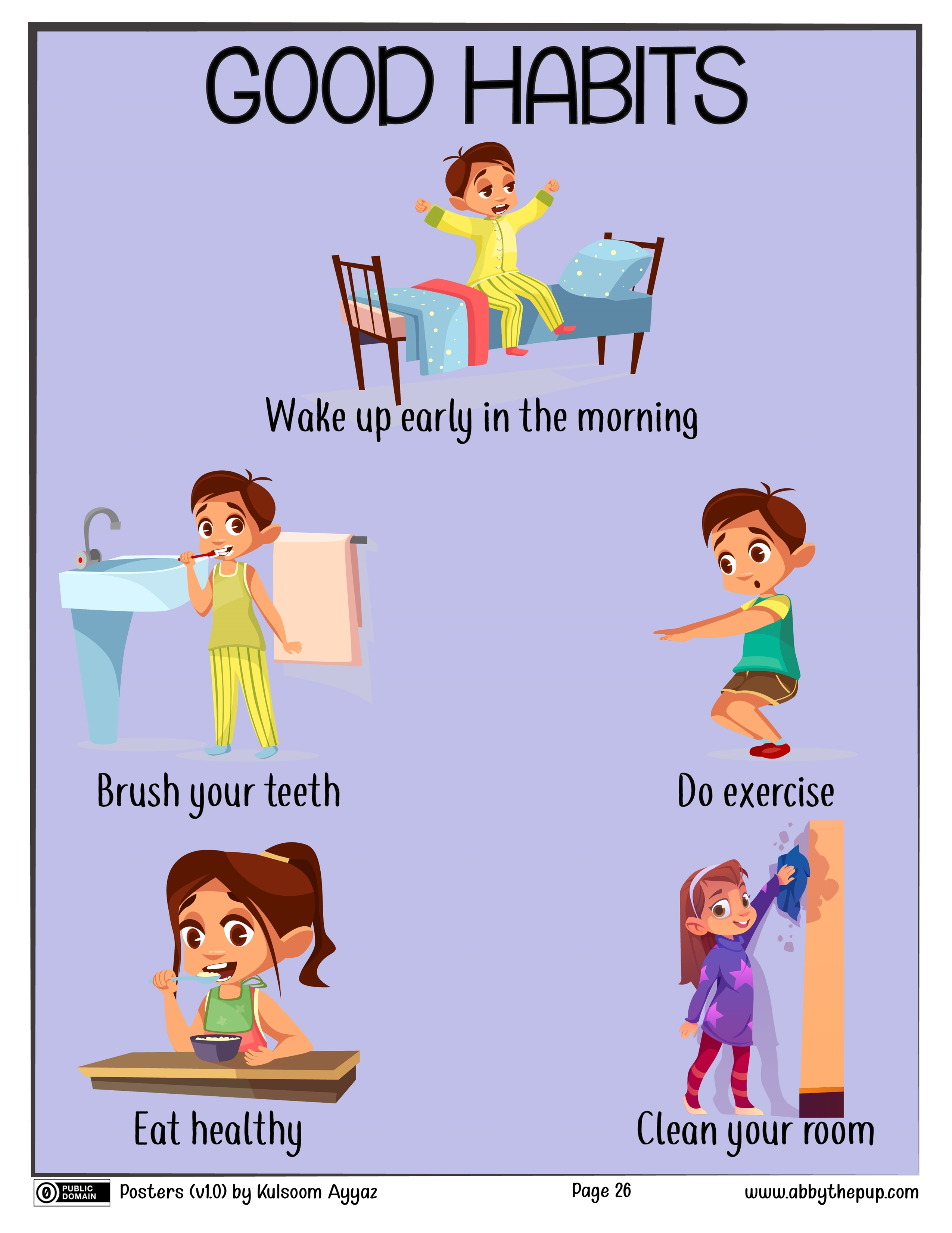
良い習慣のポスター

習慣（しゅうかん、英: Habit）とは、定期的に繰り返され、無意識に発生する傾向のある行動のルーティンである。
1903年の『アメリカ心理学ジャーナル』の論文では、「心理学の観点から見た習慣は、以前の精神的経験の繰り返しを通じて獲得された、多かれ少なかれ固定的な思考、意志、または感情の方法」と定義された。習慣的な行動は、日常的なタスクを行う際に自己分析を必要としないため、それを示す人々によって気付かれないことが多い。習慣は時として強迫的である。習慣研究者のウェンディ・ウッドと同僚による2002年の日常体験研究では、日常的な行動の約43%が習慣から行われていることが判明した。新しい行動は、習慣形成の過程を通じて自動的になることができる。古い習慣を断ち切り、新しい習慣を形成することは、人間が繰り返す行動パターンが神経経路に刻み込まれるため困難であるが、繰り返しを通じて新しい習慣を形成することは可能である。
行動が一貫した文脈で繰り返される場合、文脈と行動の間の結びつきが段階的に増加する。これにより、その文脈における行動の自動性が増加する。自動的な行動の特徴は、効率性、意識の欠如、無意図性、制御不能性の全てまたは一部である。

## 歴史
習慣という言葉は、「持つ、構成する」を意味するラテン語のhabereと、「状態、存在の状態」を意味するhabitusから派生している。また、服を意味するフランス語のhabit（[fr]）からも派生している。13世紀では、習慣という言葉は最初は単に衣服を指していた。その後、その意味は「獲得された行動様式」という、より一般的な用法へと進展した。
1890年、先駆的な哲学者であり心理学者であるウィリアム・ジェームズは、著書『心理学原理』で習慣の主題を取り上げた。ジェームズは習慣を人生を渡るための自然な傾向として見ていた。彼にとって、「生き物は...習慣の束である」そして「生まれつきの傾向を持つ習慣は本能と呼ばれる」のである。ジェームズはまた、習慣がいかに私たちの人生を支配するかを説明している。彼は「頻繁に繰り返された精神的行動の連続は、自己を永続させる傾向がある。そのため、私たちは意識的に形成された目的や結果の予測なしに、類似の状況下で以前に慣れ親しんだ思考、感情、行動を自動的に促されることに気付く」と述べている。

## 形成
習慣形成は、定期的な繰り返しを通じて行動が自動的または習慣的になるプロセスである。これは、繰り返しの回数に応じて漸近線まで自動性が増加するとしてモデル化される。この習慣形成のプロセスは遅い場合がある。ラリーらは、参加者が自動性の漸近線に達するまでの平均時間が66日で、範囲は18〜254日であることを発見した。
習慣形成には4つの主要な要素がある：文脈的手がかり、渇望、行動の繰り返し、報酬である。文脈的手がかりは、先行する行動、時刻、場所、または習慣的な行動を引き起こすものであり得る。これは、その習慣に関連付けられ、それに基づいて習慣的な行動が自動的に開始されるものであれば何でもよい。手がかりは渇望や欲求につながる。渇望は習慣の背後にある動機付けの力である。習慣そのものを渇望するのではなく、それがもたらすと信じる結果を渇望する。行動は実際に示される習慣であり、ポジティブな感情などの報酬は「習慣のループ」を強化する。習慣は最初は目標によって引き起こされるかもしれないが、時間とともにその目標の必要性は低下し、習慣はより自動的になる。断続的または不確実な報酬は、習慣学習を促進する上で特に効果的であることが分かっている。
デジタルツール、例えばオンラインやモバイルアプリなど、様々なものが習慣形成をサポートしている。例えば、ハビティカは、経験値やゴールドなどの報酬を加えることで、ビデオゲームで見られる戦略を実生活のタスクに実装するゲーミフィケーションを使用している。しかし、そのようなツールのレビューによると、ほとんどが理論的に見て設計が不十分で、自動性の発達をサポートできていないことが示唆されている。
買い物習慣は、卒業、結婚、第一子の誕生、引っ越し、離婚などの「人生の重要な節目」で特に変化しやすい。一部の店舗は、これらの出来事を検出し、マーケティングの機会を活用しようと購買データを使用している。
一部の習慣は「基礎となる習慣」として知られ、これらは他の習慣の形成に影響を与える。例えば、自分の体を大切にし、定期的に運動する習慣を持つタイプの人間であると自己認識することは、より良い食事をとることやクレジットカードの使用を減らすことにも影響を与える可能性がある。ビジネスにおいて、安全性は生産性の向上につながる他の習慣に影響を与える基礎となる習慣となり得る。
アドリアーンゼらによる最近の研究では、習慣が自己制御と不健康なスナックの消費との関係を媒介することが判明した。研究結果は、高い自己制御が習慣の形成に影響を与え、その結果として行動に影響を与える可能性があることを実証的に示している。

## 目標
習慣と目標のインターフェースまたは相互作用は、習慣が学習され記憶に表現される特定の方法によって制約されている。具体的には、習慣の基礎となる連合学習は、手続き記憶における時間をかけた情報の緩やかな段階的蓄積によって特徴付けられる。習慣は、人が自分自身に設定する目標に対して有益にも有害にもなり得る。
目標は、反応の繰り返しに対する初期の結果指向の動機付けを提供することで、習慣を導く。この意味で、習慣はしばしば過去の目標追求の痕跡である。しかし、習慣が一つの行動を強制し、意識的な目標が別の行動を推し進める場合、対立的な文脈が発生する。習慣が意識的な目標に打ち勝つとき、捕捉エラーが発生している。
行動予測も目標から導き出される。行動予測は習慣が形成される可能性を認識するが、その習慣を形成するためには、最初に目標が存在していなければならない。目標が習慣に与える影響は、習慣を心の中の他の自動的なプロセスと区別するものである。

## 神経質な習慣
一部の習慣は神経質な習慣である。これらには爪かみ、吃音、鼻をすすること、頭を打ち付けることなどが含まれる。これらは感情状態の症状であり、不安、不安定感、劣等感、緊張状態の条件である。これらの習慣はしばしば若い年齢で形成され、注目を必要とすることに起因する可能性がある。神経質な習慣を克服しようとする際には、習慣自体である症状ではなく、神経質さの原因を解決することが重要である。不安は、個人の日常生活とルーティンに悪影響を及ぼす過度で予期せぬ心配によって特徴付けられる障害である。

## 望ましくない習慣
悪癖は望ましくない行動パターンである。個人の習慣の一般的な例には、先延ばし、そわそわすること、浪費、爪かみなどがある。これらの悪い習慣を早く認識するほど、修正は容易になる。悪い習慣を単に排除しようとするのではなく、より健康的な対処メカニズムに置き換えることを目指す方が生産的かもしれない。望ましくない習慣は共同体レベルでも共有されることがある：例えば、消費者心理の共有された習慣は多い。

### 意志と意図
悪い習慣を行動嗜癖や精神疾患と区別する重要な要因はセルフコントロールである。人が容易に行動を制御できるなら、それは習慣である。実行意図は悪い習慣の負の効果を克服することができるが、それらの習慣を排除するのではなく一時的に抑制するように作用するようである。

### 除去
確立された悪い習慣を除去するための多くの技法が存在する。例えば、「強化因子の除去」：習慣を引き起こし強化する要因を特定し、除去することである。大脳基底核は習慣を引き起こす文脈を記憶しており、引き金が再び現れると習慣を復活させることができる。習慣の除去は、反復が生涯にわたって習慣を累積的に強化するため、年齢とともに困難になる。チャールズ・デュヒッグによると、すべての習慣には、きっかけ、ルーティン、報酬を含むループがある。習慣ループの例は：テレビ番組が終わる（きっかけ）、冷蔵庫に向かう（ルーティン）、スナック菓子を食べる（報酬）である。習慣を変えるカギは、きっかけを特定し、ルーティンと報酬を修正することである。